# Calumet Park
Calumet Park es una villa ubicada en el condado de Cook en el estado estadounidense de Illinois. En el Censo de 2010 tenía una población de 7835 habitantes y una densidad poblacional de 2.750,1 personas por km².

## Geografía
Calumet Park se encuentra ubicada en las coordenadas 41°39′56″N 87°39′29″O / 41.66556, -87.65806. Según la Oficina del Censo de los Estados Unidos, Calumet Park tiene una superficie total de 2.85 km², de la cual 2.85 km² corresponden a tierra firme y (0%) 0 km² es agua.

## Demografía
Según el censo de 2010, había 7835 personas residiendo en Calumet Park. La densidad de población era de 2.750,1 hab./km². De los 7835 habitantes, Calumet Park estaba compuesto por el 6.62% blancos, el 88.32% eran afroamericanos, el 0.15% eran amerindios, el 0.47% eran asiáticos, el 0.03% eran isleños del Pacífico, el 3.36% eran de otras razas y el 1.05% pertenecían a dos o más razas. Del total de la población el 6.84% eran hispanos o latinos de cualquier raza.